# Венковец
Венковец е село в Западна България. То се намира в Община Ихтиман, Софийска област.

## География
Село Венковец се намира в планински район. Намира се на пътя Ихтиман – Самоков, на 6 км от язовир Искър.

## История
Село Венковец води началото си от римско време. Съвременното му местонахождение датира от около 300 години. През османското владичество е премествано няколко пъти, като е носило името Таджилар (означава „калпаклии“, „тюрбанлии“). През 1934 година селото е преименувано на Венковец

## Културни и природни забележителности
През 2010 година в селото е построен параклис. Постоянните жители на селото са 25 души.

## Редовни събития
- Всяка година се провежда събор на селото във втората събота на месец юни.

## Галерия
- Кметството на селото
- Чешма с паметна плоча
- Паметната плоча на чешмата
- Градинката в центъра
- Военният паметник